# Toquí de peus grans
El toquí de peus grans (Pezopetes capitalis) és un ocell de la família dels passerèl·lids (Passerellidae) endèmic de les terres altes de Costa Rica i l'oest de Panamà. És l'únic membre del gènere Pezopetes.

## Descripció
Ocell robust, de 20 cm de llarg i 56g de pes, de cua llarga i gruixuda, amb potes i peus molt grossos, però un bec esvelt aparentment desproporcionat semblant a un pardal. L'adult té el cap de color gris pissarra, que es torna negre als costats de la gola, el front i la corona. Les parts superiors són d'oliva fosca i les ales i la cua són negres amb serrells d'oliva. Les parts inferiors són d'oliva brillant amb un to marró als flancs i a la part inferior del ventre. Els ocells joves tenen el cap ratllat de color fosc d'oliva, amb escates negres a les parts superiors i les parts inferiors d'oliva color oliva.
S'alimenta d'insectes, aranyes i llavors, extrets de la fullaraca amb potents rascades dobles que poden enviar deixalles volant fins a 30 cm. També recollirà baies dels arbustos baixos. Normalment es veu en parelles.

## Hàbitat i distribució
Habita el sotabosc dels boscos de muntanya, vegetació secundària, sotabosc de bambú i les vores dels boscos perennes de muntanya (Ridgely i Gwynne 1989) des dels 2150 m d'altitud fins al páramo matollar a 3350 m. Es pot veure fàcilment en llocs com Cerro de la Muerte.
L'abast no es solapa amb altres pardals i toquís (Atlapetes i Arremon) d'aspecte similar. Sovint es troba en parelles o en petits grups familiars, generalment burxant a través de la fullaraca al sotabosc del bosc. Vocalització forta que s'escolta sovint a l'alba. No té dimorfisme sexual